# Ђорђе Пантелић (лекар)
Ђорђе Пантелић (Георгије Пантелин, Лединци, 27. септембар 1802 — Беч, 5. јун 1859) српски пречанин је доктор медицине, књижевник, лекар кнеза Милоша, и становника Пожаревца, Митровице и Земуна, велики борац за српска права у Аустроугарској, добротвор и кореспондентни члан Друштва српске словесности од 11. јуна 1842. године..

## Живот и каријера
Рођен је у селу Лединци у Срему, тада у Аустроугарској. Гимназију је завршио у Новом Саду, а медицину 1832. године у Пешти након одбране дисертације под називом „De variola vaccina“. Ово дело нешто касније штампано је и на српском језику под називом Торжествено лекарско сочиненије о хранителној богињи.
На молбу кнеза Милоша који није престајао с позивањем лекара из прека, за савет, за лечење и уопште лекарске потребе, Ђорђе Пантелић је дошао у Србију, и једно време обављао дужност кнежевог лекара. Како је Милош био преке нарави на његовом двору се нити један лекар није дуго задржаво. То је био случај и са Ђорђем Пантелићем, који је незадовољан самовољом кнеза Милоша и његовим односом према лекарима, и њему, напустио Србију.
За кореспондентни члан Друштва српске словесности изабран је 11. јуна 1842. године.
После одласка из Србије др Пантелић је неко време радио у Сремској Митровици, да би се коначно преселио у Земун и у њему наставио да обављао лекарску праксу, све до појаве болести и одласка на лечење у Беч.
Као велики борац за српска права у Аустроугарској, након Мартовских догађаји 1848. године у Бечу и Пешти, који су имали утицаја и на прилике у Земуну, у коме се стварани нови, револуционарни органи власти, он је на Мајској скупштини 1848. године у Карловцима, у име земунске православне општине изложио програм који је делом постао програм читавог Српског покрета. Када је после Мајске скупштине у Карловцима изабран Главни одбор у својству владе Војводине српске, др Пантелић је изабран за члана Одбора за израду Статута Српске Војводине.
Након што је с почетка 50-тих година 19. века умно оболео Одведен је на лечење у Беч, у Завод за душевне болеснике, у коме је провео последње године живота све до његове смрти 1859. године. Место сахране није познато.
Како највероватније није имао деце, тестаментом је оставио земунској црквеној општини две куће. Једна је била недалеко од магистрата, позната као „Заклада др Ђорђа Пантелића” и била је намењена за потребе школовања сиромашних ђака.
Грађани Општине Земун су, у знак захвалности за патриотизам, хуманост и доброчинство др Пантелића, једну улицу у земунском насељу Калварија назвали његовим именом — улица Ђорђа Пантелића.